# Synagoga Lejzera Bursztynowicza w Łodzi (ul. Pieprzowa 14)
Synagoga Lejzera Bursztynowicza w Łodzi – prywatny dom modlitwy znajdujący się w Łodzi przy ulicy Pieprzowej 14.
Synagoga została zbudowana w 1900 roku z inicjatywy Lejzera Bursztynowicza. Została ona przeniesiona z lokalu przy ulicy Pieprzowej 16. Mogła ona pomieścić 30 osób. Podczas II wojny światowej hitlerowcy zdewastowali synagogę.